# 黑鳞剑蕨
黑鳞剑蕨（学名：Loxogramme assimilis）为剑蕨科剑蕨属下的一个种。其种加词“assimilis”意为“相似的”。